# 岩舟ジャンクション
岩舟ジャンクション（いわふねジャンクション）は、栃木県栃木市岩舟町小野寺にある東北自動車道と北関東自動車道（群馬-栃木区間）を接続するジャンクションである。

## 歴史
- 2010年（平成22年）4月17日：北関東自動車道・佐野田沼IC - 岩舟JCT間開通に伴い、供用開始[1][2]。

## 接続する道路

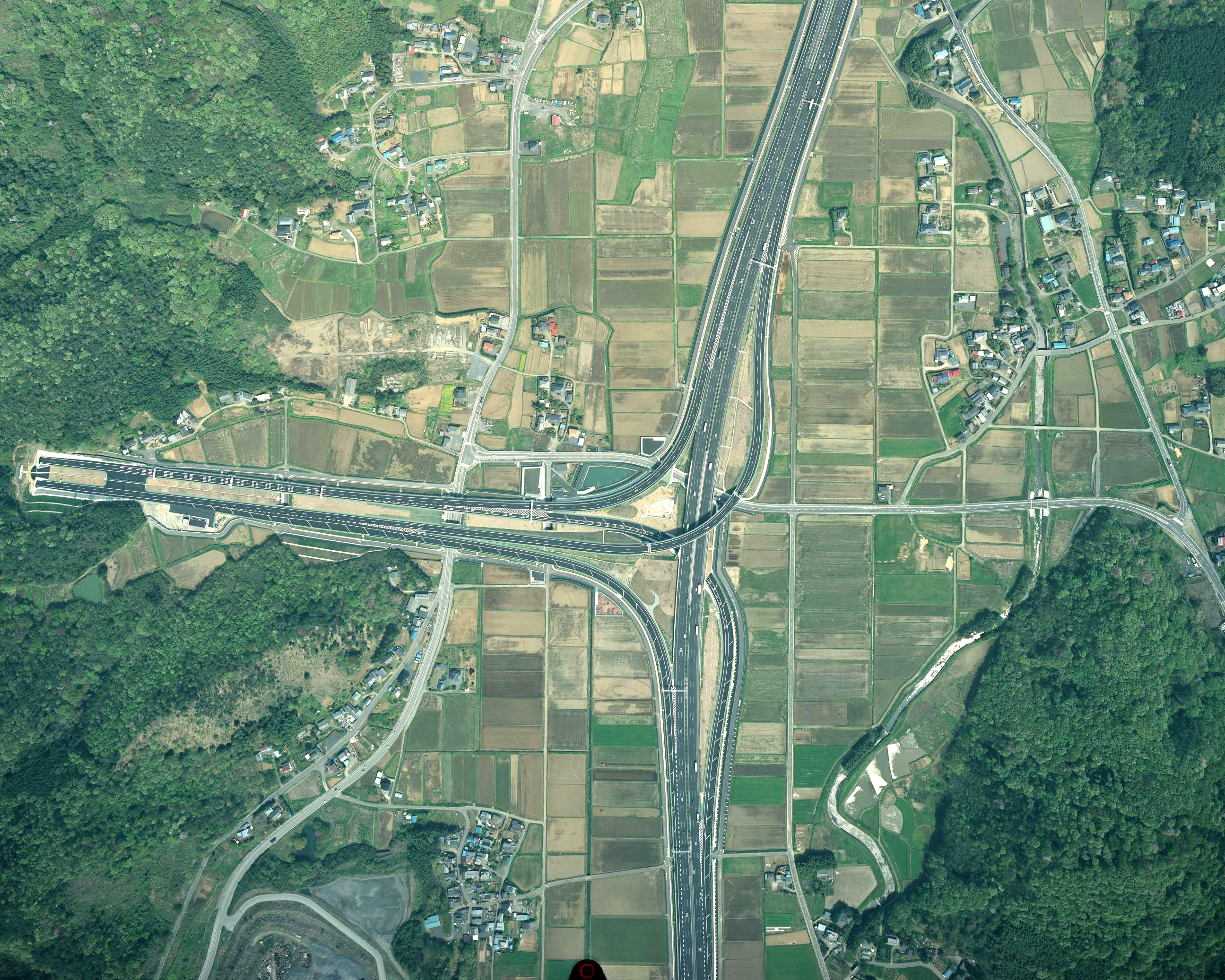
岩舟ジャンクション周辺の空中写真。
。
（2010年4月20日撮影の画像を使用作成。）

- E4 東北自動車道（7-2番）
- E50 北関東自動車道（7-1番）

## 隣
E4 東北自動車道
(7) 佐野藤岡IC - (7-1) 佐野SA/SIC - (7-2) 岩舟JCT - (8) 栃木IC
E50 北関東自動車道
(7) 佐野田沼IC - (7-1) 岩舟JCT -（8）栃木IC（栃木都賀JCT迄の間は東北道との重複区間）